# William Donald Scherzer

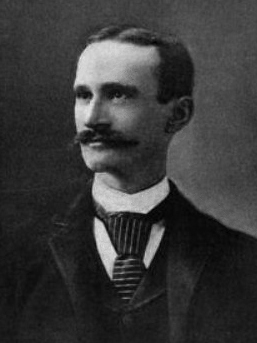
William Donald Scherzer

William Donald Scherzer (* 27. Januar 1858 in Peru, Illinois; † 20. Juli 1893 in Chicago) war ein US-amerikanischer Bauingenieur.
Scherzers Eltern waren 1847 aus Deutschland eingewandert. Scherzer wurde am 27. Januar 1858 als zweiter Sohn in einer Familie von drei Söhnen und einer Tochter in Peru, Illinois, geboren.
Scherzer erhielt seine Grundschulausbildung an öffentlichen Schulen. Er zeigte Talente in Kunst und Mathematik. Nach der Grundschule besuchte Scherzer im Alter von 15 Jahren die Privatschule von Professor Eggers für College-Vorbereitungskurse.
Mit 18 Jahren begann Scherzer im Jahr 1876 ein Bauingenieursstudium am Polytechnikum Zürich und schloss dieses im Jahr 1880 ab. Nach seiner Rückkehr in die Vereinigten Staaten arbeitete er zunächst als Ingenieur, unter anderem für Andrew Carnegies Keystone Bridge Company. 1893 zog er nach Chicago und war fortan als beratender Ingenieur tätig.:11

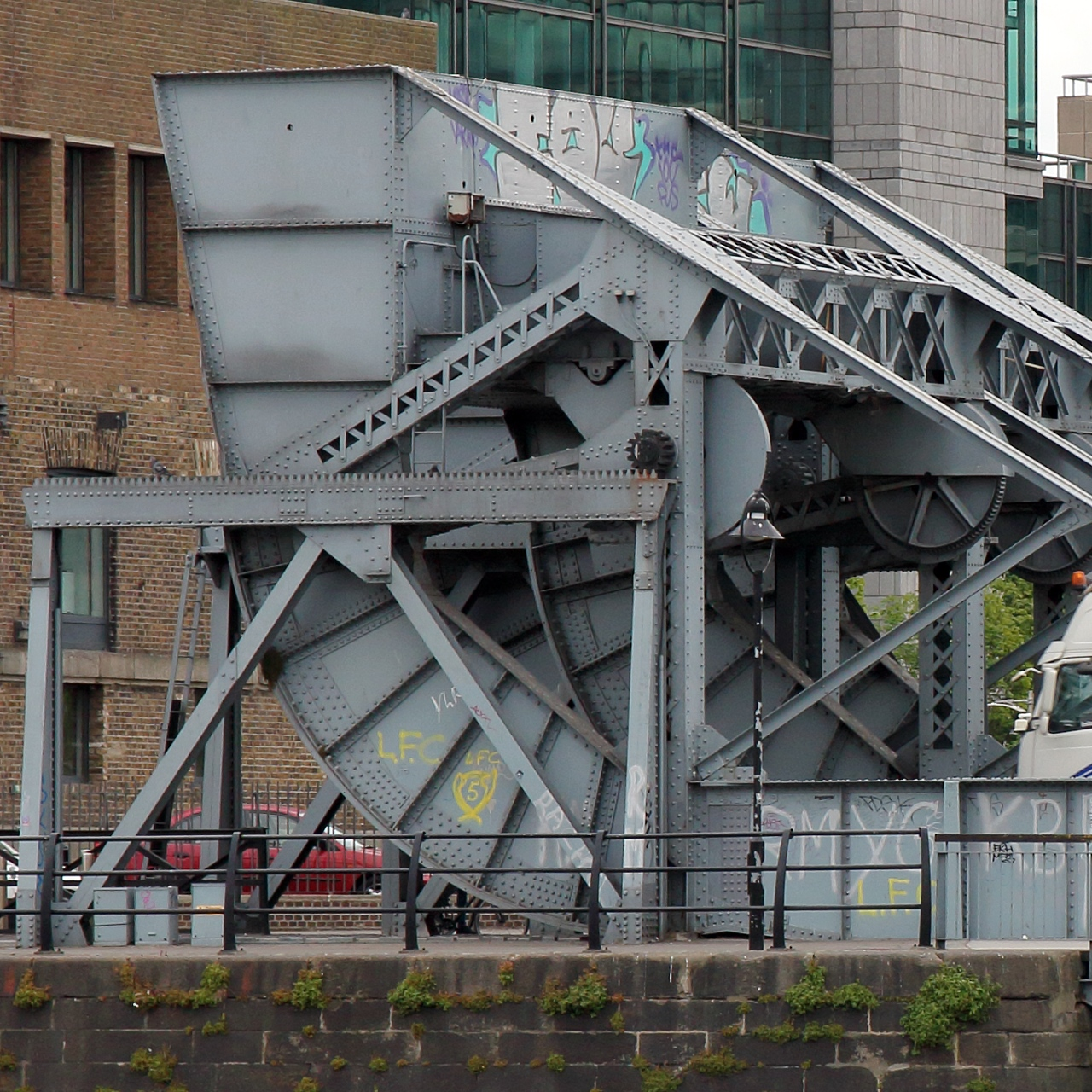
Zahnstange und schwarz lackiertes Zahnrad der Custom House Quay Dock Bridge in Dublin sind gut auf halber Bauhöhe erkennbar.

Er entwickelte eine spezielle Brückenbauform, die Rollklappbrücke (engl. rolling lift bridge). Dabei handelt es sich um eine besondere Form der Wippbrücke, bei der der Antrieb am Drehpunkt des Systems ansetzt und diesen horizontal verschiebt. 1893 wurde das Patent für die Rollklappbrücke erteilt.
Scherzers Konstruktionsprinzip ist an der Custom House Quay Dock Bridge in Dublin erkennbar. Während bei den herkömmlichen Schwing- oder Wippbrücken am Kreissegment Zähne angebracht sind, die in auf dem Niveau des Verkehrsweges angebrachten Zahnstangen laufen, befinden sich die Zahnstangen der Scherzerbrücken auf etwa halber Bauhöhe und im Drehpunkt angebrachte Zahnräder übernehmen den Antrieb. 
Scherzer selbst entwarf die zwei ersten Brücken dieser Bauform vor seinem Tod im Jahre 1893: Eine 1895 fertiggestellte Eisenbahnbrücke, die die Gleise der als Metropolitan Westside Elevated Railroad bezeichneten Hochbahn über den südlichen Arm des Chicago Rivers führte; sowie eine Straßenbrücke, die die vorherige Drehbrücke entlang der Van Buren Street ersetzte.:11 Keine dieser beiden Brücken ist erhalten.

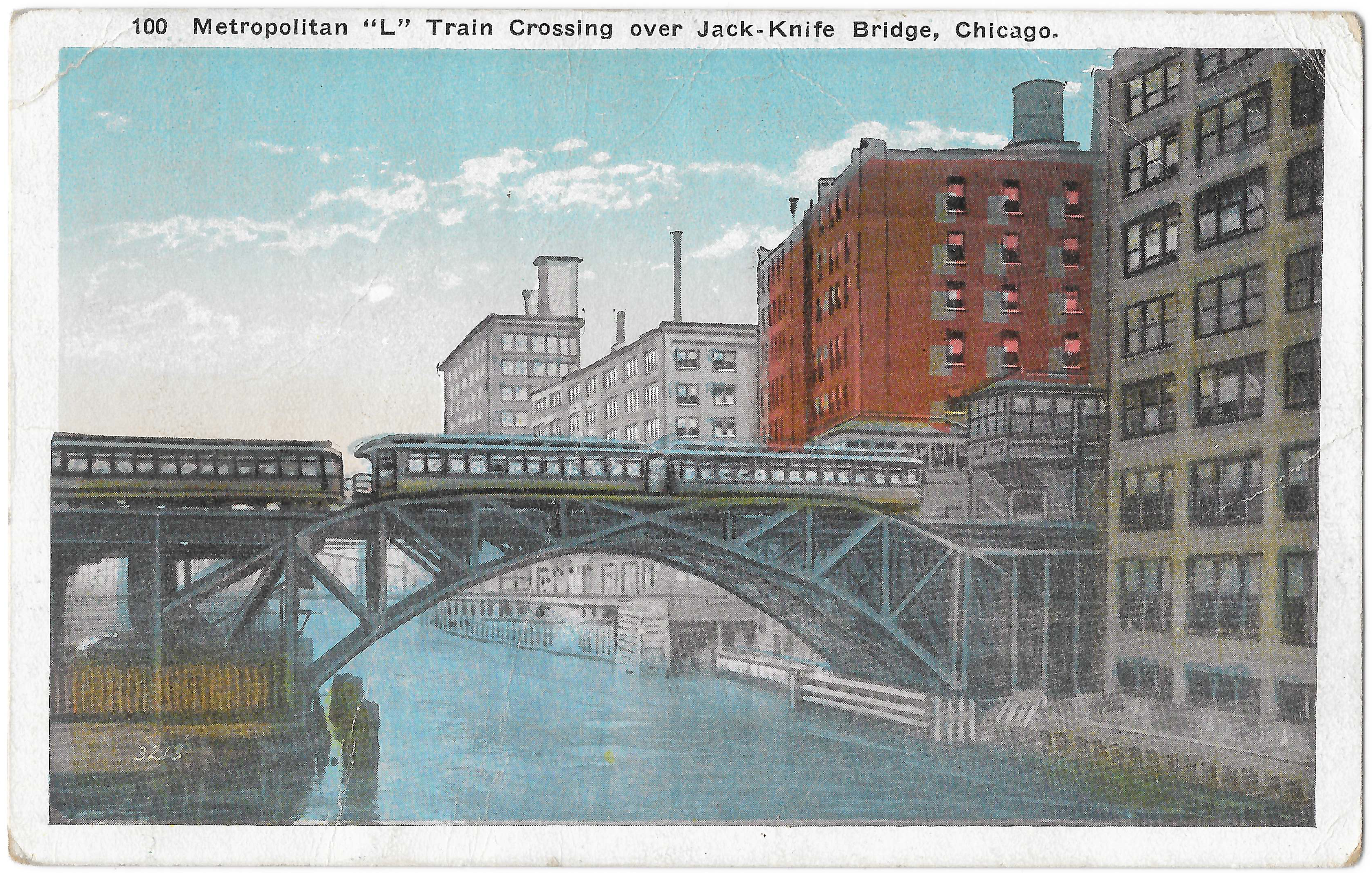
Postkartenansicht der von Scherzer entworfenen Metropolitan Westside Elevated Railroad Bridge in Chicago

Aufgrund des frühen Ablebens Scherzers übernahm sein Bruder Albert die Leitung der Scherzer Rolling Lift Bridge Company und leitete 14 weitere verwandte Patente für Rollklappbrücken ein. Bis zum Jahr 1916 baute die Scherzer Company bundesweit in den USA 175 dieser Brücken.
Weitere bekannte Beispiele dieser Bauweise sind die Pegasusbrücke und die Pamban-(Eisenbahn-)Brücke.